# Xã Montrose, Quận Lee, Iowa
Xã Montrose (tiếng Anh: Montrose Township) là một xã thuộc quận Lee, tiểu bang Iowa, Hoa Kỳ. Năm 2010, dân số của xã này là 1.807 người.